# فرناندو تیسون
فرناندو تیسون (انگلیسی: Fernando Tissone؛ زادهٔ ۲۴ ژوئیهٔ ۱۹۸۶) بازیکن فوتبال اهل آرژانتین است که در پست هافبک میانی در اچلنتسا برای سنگیوستی بازی می‌کند.